# Sellent
Sellent község Spanyolországban, Valencia tartományban. Sellent Càrcer, Cotes, Llanera de Ranes, Rotglà i Corberà, Xàtiva, La Llosa de Ranes, Anna, Chella, Valencia és Estubeny községekkel határos. Lakosainak száma 383 fő (2024).

## Népesség
A település népessége az utóbbi években az alábbiak szerint változott:
| Lakosok száma | 472  | 468  | 454  | 437  | 415  | 397  | 376  | 389  | 380  | 383  |
|               | 2001 | 2004 | 2007 | 2009 | 2012 | 2014 | 2017 | 2019 | 2022 | 2024 |